# 供米田
供米田（くまいでん）は愛知県名古屋市中川区にある町名。現行行政地名は供米田一丁目から供米田三丁目と富田町大字供米田。住居表示未実施。富田町大字供米田には、12の小字が設置されている。

## 地理
名古屋市中川区の西部に位置し、供米田の隣接として東に富田町大字榎津、西に戸田、南にかの里、北に春田に接する。

### 小字
富田町大字供米田で設置されている小字は以下の通りである。
- 篭池
- 河原
- 外河田
- 辰新田
- 西河田

供米田村時代の字として、以下の字が記録されている。
- 外浦田（そとうらた）
- 外丸田（そとまるた）
- 丸田（まるた）
- 下ノ田（しものた）
- 内河田（うちかわた）
- 近内（ちかうち）
- 土井（どい）
- 三郎右エ門（さむろうえもん）
- 鵜二反半（うにたんはん）
- 西野中（にしのなか）
- 中野中（なかのなか）
- 東野中（ひかしのなか）
- 東二羽入（ひかしふたはいり）
- 籠池（かこいけ）
- 刎畑（はねはた）
- 西二羽入（にしふたばいり）
- 長須賀田（なかすかだ）
- 三反田（さんだんでん）
- 直会（ちょくかい）
- 郷北切（ごうきたのきり）
- 郷南切（ごうみなみきり）
- 西河田（にしかわた）
- 河原（かわら）
- 外河田（そとかわた）
- 辰新田（たつしんでん）
- 大縄南切（おおなわみなみきり）
- 大縄北切（おおなわきたきり）

## 歴史
- 1889年（明治22年）10月1日 - 合併に伴い、海東郡豊治村大字供米田となる[7]。
- 1906年（明治39年）7月1日 - 合併に伴い、富田村大字供米田となる[7]。
- 1944年（昭和19年）2月11日 - 町制施行により、富田町大字供米田となる[7]。
- 1955年（昭和30年）10月1日 - 合併に伴い、名古屋市中川区富田町大字供米田となる[7]。
- 1988年（昭和63年）2月28日 - 一部が東かの里町およびかの里一丁目にそれぞれ編入される[7]。
- 1990年（平成2年）7月29日 - 富田町大字供米田および春田の各一部により、供米田一丁目から供米田三丁目がそれぞれ成立する[7]。

## 世帯数と人口
2019年（平成31年）2月1日現在の世帯数と人口は以下の通りである。
| 丁目         | 世帯数  | 人口    |
| ------------ | ------- | ------- |
| 供米田一丁目 | 139世帯 | 287人   |
| 供米田二丁目 | 471世帯 | 1,038人 |
| 供米田三丁目 | 389世帯 | 820人   |
| 計           | 999世帯 | 2,145人 |

## 学区
市立小・中学校に通う場合、学校等は以下の通りとなる。また、公立高等学校に通う場合の学区は以下の通りとなる。
| 町丁・丁目       | 番・番地等 | 小学校               | 中学校                 | 高等学校 |
| ---------------- | ---------- | -------------------- | ---------------------- | -------- |
| 富田町大字供米田 | 全域       | 名古屋市立豊治小学校 | 名古屋市立供米田中学校 | 尾張学区 |
| 供米田一丁目     | 全域       | 名古屋市立豊治小学校 | 名古屋市立供米田中学校 | 尾張学区 |
| 供米田二丁目     | 全域       | 名古屋市立豊治小学校 | 名古屋市立供米田中学校 | 尾張学区 |
| 供米田三丁目     | 全域       | 名古屋市立豊治小学校 | 名古屋市立供米田中学校 | 尾張学区 |

## 交通
- 国道302号（名古屋環状2号線）
- 愛知県道29号弥富名古屋線

## 施設

### 公的施設
- 名古屋市立供米田中学校
- 戸田桜台幼稚園
- 戸田さくら保育園
- 直会公園
- 外浦公園
- 下之田公園
- 供米田公園

### 店舗
- V・drug 中川富田店
- パチンコミカド観光富田店
- ドミノ・ピザ 供米田店

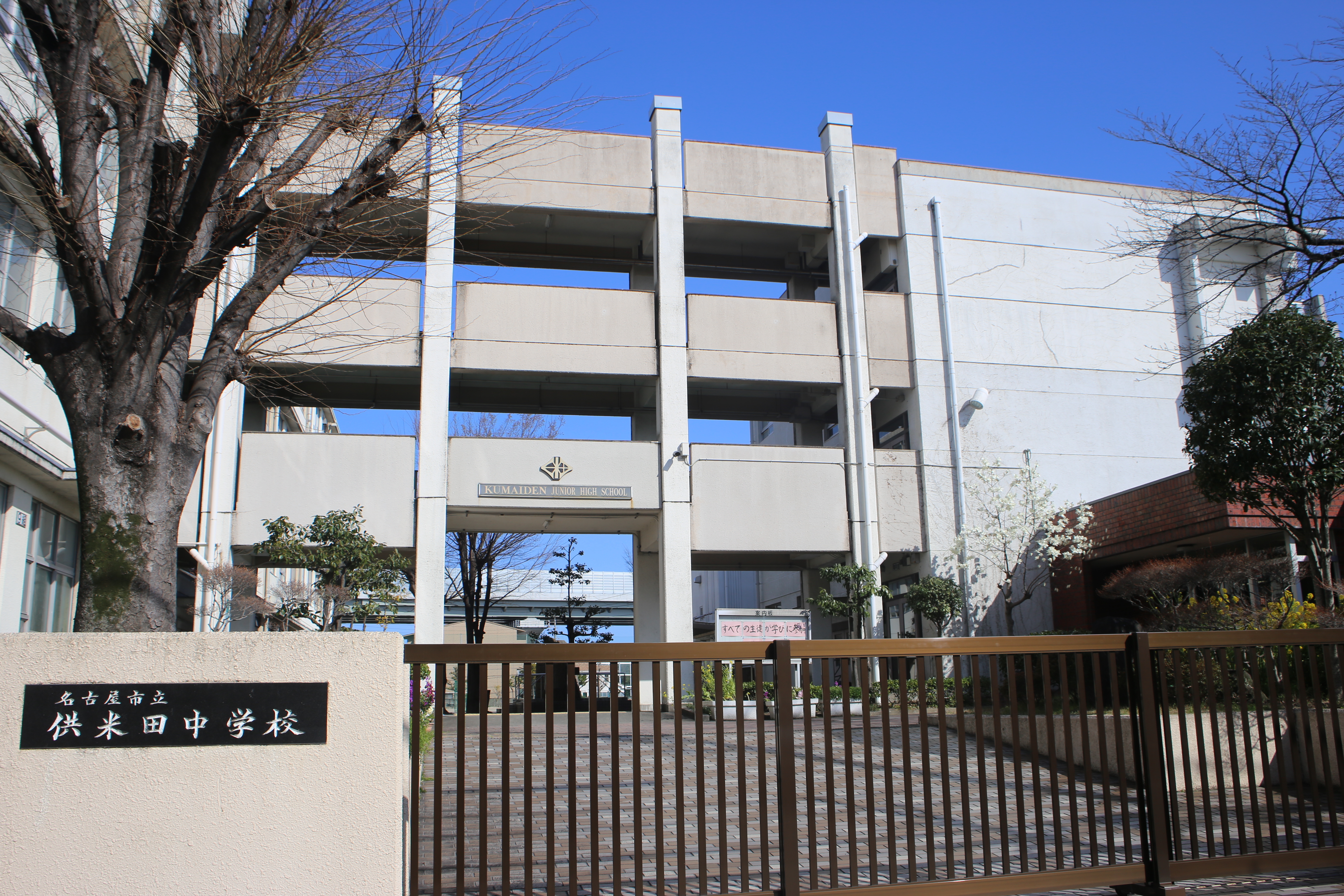
名古屋市立供米田中学校
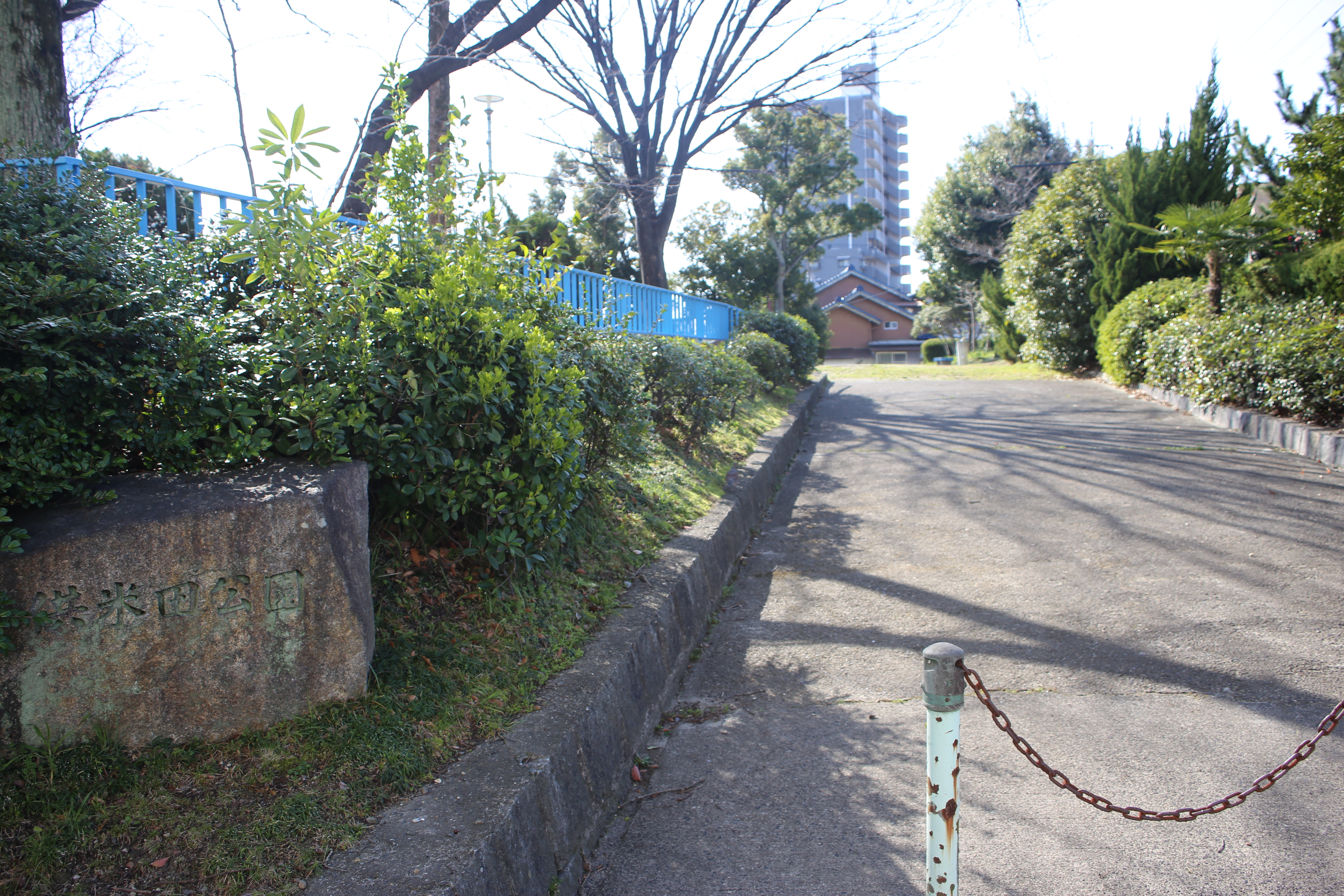
直会公園

## その他

### 日本郵便
- 集配担当する郵便局は以下の通りである[10]。

| 町丁             | 郵便番号 | 郵便局     |
| ---------------- | -------- | ---------- |
| 供米田           | 454-0984 | 中川郵便局 |
| 富田町大字供米田 | 454-0956 | 中川郵便局 |